# Кобб, Джеральдина
Джеральдина (Джерри) М. Кобб  (англ. Geraldyne M 'Jerrie' Cobb, родилась 5 марта 1931 года в городе Норман, Оклахома, умерла 18 марта 2019 года (смерть подтверждена публично только через месяц)) — американская лётчица, обладательница огромного количества рекордов по скорости, высоте и дальности полетов, а также четырёх выдающихся достижений в авиации, включая Приз Хармона. Одна из организаторов в 1961 году неофициального феминистского проекта Меркурий 13, не имевшего отношения к НАСА, который объединил женщин-лётчиц, желающих во что бы то ни стало совершить космический полёт и стать астронавтами. Ни одной из участниц группы не удалось побывать в космосе по проекту Меркурий 13.

## Предыстория
В возрасте 12 лет научилась управлять самолётом, летала во время Второй мировой войны, являлась членом объединения женщин-пилотов «Девяносто девять». Она — одна из группы женщин, которые пошли в Клинику Лавлэса в Альбукерке, Нью-Мексико в 1961 году и прошли те же самые медицинские и психологические тесты, что и мужчины-астронавты из Первой Семерки (Меркурий 7). Она была единственной финалисткой из Меркурий 13, которых тестировал высококвалифицированный врач Лавлэс из НАСА.

## Набор кандидаток
Независимый исследователь Уильям Рэндолф Лавлэс(второй) помогал составить тесты для астронавтов-мужчин NASA. Ему стало любопытно, а как женщины пройдут эти же испытания. В 1960 году Лавлэс предложил Джерри Кобб набрать группу кандидаток в астронавты и пройти те же самые строгие испытания. Лавлэс и Кобб решили пригласить женщин-лётчиков, рассмотрели более 700 заявок. Некоторые из них, возможно, были приняты через «Девяносто девять» (Организация женщин-пилотов), в которой Кобб тоже участвовала. Некоторые женщины откликнулись после слушаний, кто-то узнал от друзей. Критерии отбора были жёсткими — квалифицированный пилот реактивного самолёта с минимальными 1 500 часами полёта, 10-летний опыт полётов, степень бакалавра или эквивалентный, моложе 40 лет, рост — не выше 180 см и превосходное физическое состояние. Кто-то был отсеян при первичном собеседовании (медосмотре), не прошёл интеллектуальные тесты или были вскрыты сердечные аномалии. Эту группу из 20 отобранных женщин-лётчиц Джерри Кобб назвала «Флэтс» (Fellow Lady Astronaut Trainees — «FLATs» — перевод на русский — «Квартиры»), и ознакомила их с программой тестов-исследований. О результатах объявила на конференции в Стокгольме, Швеция. А финансировала этот частный проект всемирно известная лётчица Жаклин Кокран — первая американская женщина-лётчик, преодолевшая звуковой барьер.
Компетентный врач Рэндолф Лавлэс был директором клиники, где астронавты из Первой Сёмерки подверглись своим физическим экспертизам. Он и Жаклин Кокран желали доказать, что женщины тоже могут быть астронавтами. В начале 1961 года они приложили все усилия, чтобы 20 высококвалифицированных пилотов женского пола прошли те же самые физические тесты, которые прошли астронавты из проекта Меркурий. Тринадцать женщин из группы «Флэтс» прошли тесты «Фаза-1», они и составили группу Меркурий 13. Но NASA настаивало на своем мнении, что астронавтами должны быть квалифицированные лётчики-испытатели (мужчины). Одна из этих тринадцати женщин-пилотов была женой американского сенатора, и были устроены слушания в Конгрессе США. Несмотря на огласку, NASA не желало включить их в свою официальную программу обучения.

## Тесты

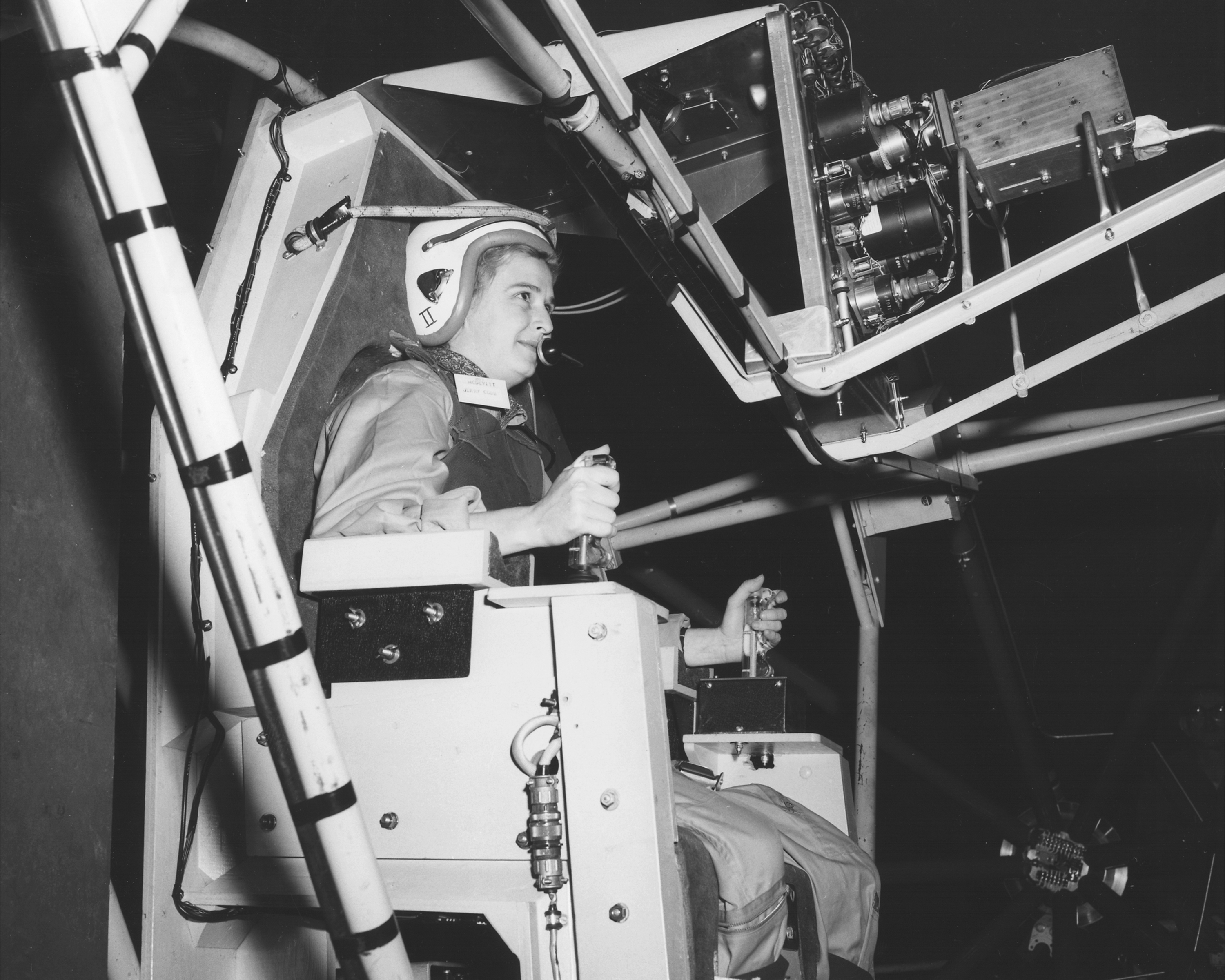
Джерри Кобб в Аэродинамической трубе.

Так как доктора не знали, что астронавты будут испытывать в космосе, тесты колебались от простого рентгена и общих медосмотров тела до, казалось бы, экзотичных — женщины глотали резиновую трубочку для взятия проб желудочного сока. Доктора проверяли реакцию локтевого нерва, используя удар током в предплечие женщины. Чтобы вызвать головокружение, в уши заливали воду со льдом, замораживая внутреннее ухо, и засекали время, как быстро они придут в себя. Женщин принуждали к истощению, используя огромные нагрузки на велотренажерах, проверяли дыхание. Они прошли много более агрессивных и непонятных тестов. В конце концов, тех кто прошел 1-й тур испытаний осталось 13.

## Дополнительные тесты
Нескольких женщин отобрали для продолжения тестов. Они состояли из теста в сурдокамере и психологических тестов. Из-за семейных обязательств или работы не все женщины смогли принять участие в этих тестах. Две из женщин уволились с работы, чтобы остаться в «М 13». Только три лётчицы: Джерри Кобб, Рея Херрл и Уолли Фанк приехали в Оклахома-Сити, для прохождения 2-й фазы тестов.
После прохождения Фазы-2 предстояла Фаза-3.
Через несколько дней после того, как Кобб прошла Фазу-3 (аэромедицинский тест — использовалась военная техника и реактивный самолёт) в Военно-морской Школе Авиационной медицины в Пенсаколе, Флорида, остальные женщины тоже должны были туда прибыть, чтобы последовать её примеру. Но накануне они получили телеграммы об отмене тестирований в Пенсаколе. Без официальной просьбы от NASA, ВВС не могли позволить использовать свои средства для неофициального проекта. Кобб действительно тестировалась по программе «Фаза-3» и получила на руки документы о прохождении тестов, но как ей это удалось, так и осталось загадкой.

## Половая дискриминация
Джерри Кобб немедленно вылетела в Вашингтон, чтобы попытаться представить программу тестирования. Она и Джейн Харт написали президенту Джону Кеннеди и посетили вице-президента Линдона Джонсона. Наконец, 17 и 18 июля 1962 года, представитель сената Виктор Анфузо инициировал публичные слушания специальной подкомиссии комитета палаты представителей США по науке и астронавтике. Слушания прежде всего исследовали половую дискриминацию, но прошло два года, прежде чем появился Закон о гражданских правах 1964 года, делая эти слушания символом того, как идеи о правах женщин проникли в политические беседы прежде, чем они появились в законе.
Кобб и Харт заявляли о преимуществе частного проекта Лавлэса. Жаклин Кокран нечаянно ослабила их позицию, заявив, что нужна специальная программа, чтобы обучать астронавтов-женщин. Представитель NASA Джордж Лоу и астронавты Джон Гленн и Скотт Карпентер заявили, что у NASA нет критериев для отбора женщин-астронавтов. Они сообщили, что NASA требовало, чтобы все астронавты были выпускниками военных реактивных испытательных программ и имели дипломы инженера, хотя Джон Гленн признал, что он попал в проект «Меркурий», не имея необходимую степень бакалавра. В 1962 году женщины не допускались к обучению в школах ВВС, таким образом, никто из американских женщин не мог стать лётчиком-испытателем военных самолётов. Несмотря на то, что кто-то из группы «Меркурий 13» был гражданским лётчиком-испытателем, а у многих было значительно большее количество часов налёта на пропеллерных самолётах, мужчины — кандидаты в астронавты имели налёт на более скоростных самолётах. NASA отказалось рассматривать коэффициенты перевода одних часов налета в другие. Хотя некоторые члены подкомиссии сочувствовали женским аргументам, слушания так и закончились ничем.

## Внимание средств массовой информации
Интерес к Проекту «Меркурий 13» (который к тому же финансировался частным образом) резко вырос со стороны средств массовой информации, когда 16 июня 1963 года советская женщина-космонавт Валентина Терешкова совершила полёт в космос. В ответ Клэр Бузэ Люс опубликовала статью с критикой NASA и официальных американских лиц, принимающих решения. В статье впервые были опубликованы фотографии всех тринадцати финалистов Проекта «Меркурий 13» и названы их имена.

## Разочарование
Прекращение работ в рамках проекта Меркурий 13 и крушение надежд на сотрудничество с NASA нанесло Джерри Кобб сильнейший эмоциональный удар. Полёт в космос стал для неё заветной мечтой. В 1962 году она оставила работу в качестве тест-пилота на авиазаводе в городе Оклахома-Сити и отправилась с миссионерской миссией в джунгли Амазонки. На небольшом самолёте она развозила снаряжение, продукты питания и медикаменты для групп исследователей, помогала индейским племенам, живущим на грани вымирания. Её работа была высоко оценена мировым сообществом, в 1981 году она выдвигалась на Нобелевскую премию мира. В США возвратилась только в 1996 году. Джерри Кобб считала, что NASA должна была пойти ей навстречу и помочь воплотить в жизнь мечту далёкой молодости. Она была готова лететь в космос, даже если бы это было билетом в один конец.

## Первая американская женщина-космонавт

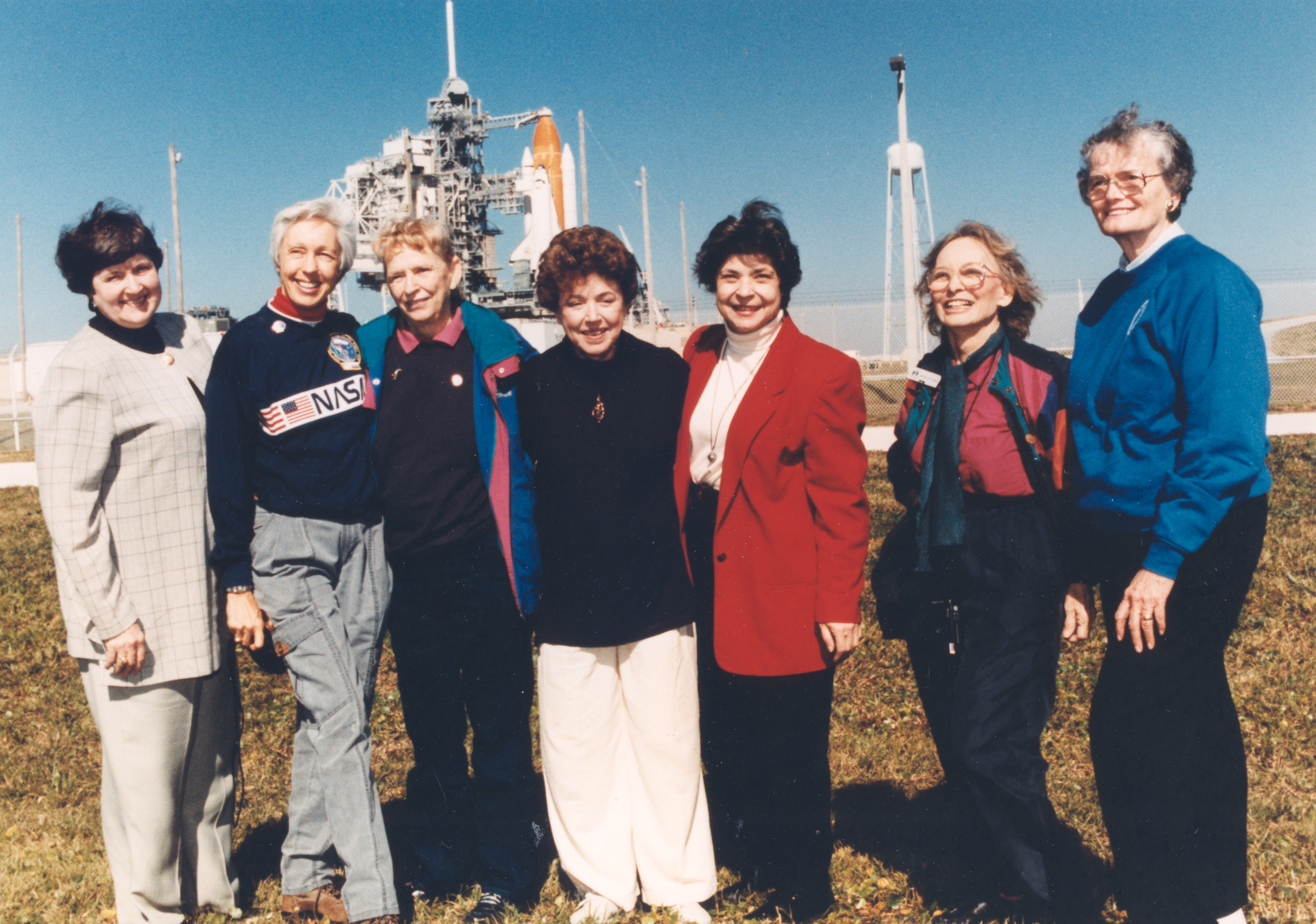
Семеро из «Меркурий 13» на старте STS-63 03.02.1995

См. также: Список женщин-космонавтов.
Хотя и Кобб и Кокран сделали отдельные Заявления в середине 1960-х, чтобы возобновить попытки запуска в космос женщины-астронавта, NASA не производило набор женщин до «NASA Group № 8» в 1978 году, для программы Спейс шаттл. Астронавт Салли Райд стала первой американской женщиной в космосе в 1983 году на STS-7, а Айлин Коллинз стала первой женщиной-пилотом на STS-63 в 1995 году. Коллинз также стала первой женщиной-командиром миссии Шаттла STS-93 в 1999 году, в 2005 году она командовала STS-114.
Коллинз пригласила семерых из живущих участниц «Меркурий 13» присутствовать на её первом старте в космос — старте женщины-астронавта — STS-63 3 февраля 1995 года, а десять женщин из «FLATs» посетили её старт как женщины-командира Шаттла STS-93.

## Почести и премии
- в 2005 году группа «Меркурий 13» была награждена Премией Космических исследований.
- в мае 2007 года восемь живущих членов группы были награждены почётными докторскими степенями университета Висконсина — Ошкош.